# Calamagrostis polycephala
Calamagrostis polycephala är en gräsart som beskrevs av Eugène Vaniot. Calamagrostis polycephala ingår i släktet rör, och familjen gräs. Inga underarter finns listade i Catalogue of Life.